# قانون المالية (المغرب)
قانون المالية عموما هو بيان مالي تعدادي تقريري وسنوي، لما تعتزم حكومة البلد إنفاقه وما تتوقع تحصيله من موارد، وبالتالي فهو عبارة عن توقع قبلي مدروس لميزانية الدولة للسنة المالية المقبلة باعتبارها ميزانية تقديرية لا فعلية.
في المغرب يتم اقتراح مشروع قانون المالية من طرف السلطة التنفيذية (الحكومة) واعتماده بعد ذلك من طرف السلطة التشريعية (البرلمان بمجلسيه: مجلس النواب ومجلس المستشارين).

## تاريخ الميزانية المغربية

### مجلس الأمناء
تم تشكيل مجلس الأمناء في عهد مولاي إسماعيل (1792 - 1822) حيث كان يترأسه أمين الأمة الذي كان بمثابة وزير المالية حاليا، وكان يتوصل بتقارير المداخيل من طرف «أمين الدخل» وبتقارير النفقات من «أمين الخرج», وكذلك بتقارير من أمين الحسابات المكلف بمراقبة المحاسبات التي يقدمها مختلف الأمناء. وقد كان يتم تقديم جميع الحسابات للسلطان، الذي كان يحولها إلى «البنيقة» التي كانت تقوم حينها بدور «المجلس الأعلى الحسابات».
وفي هذا الإطار كان المغرب يتوفر على ثلاث مؤسسات مختلفة:
- بيت مال المسلمين: الذي كانت توضع به الأموال المتأتية من مختلف المصادر ذات الطابع الديني وخصوصا الزكاة والأعشار.
- دار الدخل (الخزينة العامة): التي كانت تتوصل بمنتجات الأملاك، المتمثلة في المساهمات الإدارية التي ليس لها طابع ديني.
- خزينة السلطان: التي كانت تضم الهدايا التي يتوصل بها السلطان.[3]

### الفترة الإستعمارية
أثناء الفترة الإستعمارية بداية القرن الماضي استولت القوى الإستعمارية بداية على سلطة قبض بعض المداخيل مثل مداخيل الجمارك وحقوق الأبواب وأسواق الموانئ، ومع مرور الوقت تكفلت سلطاتها العسكرية بقبض المداخيل بما في ذلك تلك التي لها طابع ديني، كما كانت تقوم بالتكفل بالنفقات في المناطق التي وقعت تحت سيطرتها، وذلك منذ سنة 1907 بجهة وجدة وانطلاقا من سنة 1908 بجهة الشاوية.

### أولى الميزانيات المغربية
تم وضع أول ميزانية سنة 1910، وكانت خاصة بمنطقة الشاوية فقط، ثم توسع النظام بعد ذلك ليصل إلى جهة مكناس شهر دجنبر من سنة 1912، والرباط وفاس ومراكش شهر يناير 1913 ثم إلى إقليم تادلة خلال شهر يوليوز من نفس السنة. وقد كان من بين أول الخدمات التي قامت بها الإدارة العامة للمالية، التي تم إنشاؤها في يوليوز 1913، هو وضع الميزانية العامة للمملكة الشريفة لسنة 1913-1914. وقد تكوّنت هذه الميزانية من توقعات النفقات والمداخيل المتعلقة بكل من المغرب الشرقي والمغرب الغربي وكذلك الديون التي تمت إضافتها لتوقعات نفقات الخدمات الإدارية المركزية.
- النفقات: 23.613.322 فرنك
- المداخيل: 17.649.024 فرنك

جدير بالذكر أنه فقط منذ سنة 1933 استقرت السنة المالية على مدى فترة طويلة (حتى سنة 1995) وظلت متماشية مع السنة التقويمية.

## الإطار القانوني
تم وضع الأساس القانوني لتحضير وتبني قانون المالية من طرف النصوص التالية:
- الفصول 50 و51 من الدستور التي تحدد شروط تصويت البرلمان على قانون المالية.
- القانون التنظيمي المتعلق بقوانين المالية الذي يحدد موضوع ومحتوى قانون المالية وقواعد تقديمه وكيفية التصويت بالإضافة إلى بعض قواعد تنفيذ هذا القانون.
- المرسوم المتعلق بتحضير وتنفيذ قوانين المالية التي تضم المقتضيات المرتبطة بإعداد قانون المالية وطرق تطبيقه التي تتحملها الحكومة.[3]

## مسار تحضير مشروع قانون المالية
تمتد مدة تحضير قانون المالية لحوالي ثلاثة أشهر ونصف انطلاقا من شهري ماي-يونيو، بحيث تبقى أهم مراحل التحضير كالتالي:
- قبل فاتح ماي، يعرض وزير المالية بمجلس الحكومة شروط تنفيذ قانون المالية الجاري به العمل والإطار الماكرو اقتصادي وتحديد أهم توجهات قانون المالية.
- دعوة جميع الآمرين بالصرف لوضع اقتراحاتهم المتعلقة بالنفقات بخصوص ميزانية السنة المالية المقبلة.
- تجميع اقتراحات الآمرين بالصرف بوزارة المالية قبل حلول تاريخ فاتح يوليوز.
- تحديد تخصيصات الميزانية المهمة: تحديد المبالغ الإجمالية للمداخيل، بما في ذلك مداخيل الاقتراض، ونفقات الموظفين (القروض وخلق الشغل) والنفقات المختلفة والاستثمار، إضافة إلى تكاليف المديونية العامة.
- توزيع تخصيصات القروض، حسب كل وزارة، بالإضافة إلى تحرير رسائل التأطير. ويتم التوزيع حسب كل وزارة في إطار لجن خاصة بالميزانية وينطلق من إطار تحضير مشاريع ميزانية قطاعية من طرف الوزراء المعنيين.
- موازاة مع المرحلتين الثانية والثالثة تتم دراسة مشاريع النصوص المقترحة في إطار قانون المالية التي يقدمها الوزراء المعنيون والأمانة العامة للحكومة، كما يتم تركيب قانون المالية والوثائق المرفقة.
- دراسة مجلس الحكومة ومصادقته وإعداده للنسخة التي سيتم تقديمها لمجلس الوزراء.
- دراسة مجلس الوزراء ومصادقته وإصدار الطبعة الرسمية للمشروع الذي سيتم تقديمه أمام البرلمان مرفقا بمختلف التقارير.[3]

## مسطرة اعتماد مشروع قانون المالية
يتطلب تبني البرلمان لمشروع قانون المالية مدة 70 يوما ويتم ذلك بناء للمراحل التالية:
- وضع مشروع قانون المالية على مكتب إحدى غرفتي البرلمان في أجل أقصاه 70 يوما قبل انتهاء السنة المالية للميزانية الجارية. ويجب أن تتم دراسة هذا المشروع، على التوالي، من طرف الغرفتين قصد تبني نص موحد، بحيث تتوفر كل غرفة على مهلة 30 يوما لتتبنى المشروع من خلال قراءة واحدة.
- تقديم مشروع قانون المالية خلال جلسة عامة أمام الغرفة الأولى، وبعد انتهاء المدة التي تخصصها هذه الغرفة لدراسة مشروع، يتم تقديم هذا المشروع في جلسة عامة أمام الغرفة الثانية.
- تقديم مشروع قانون المالية أمام لجنة المالية (داخل الغرفتين).
- تسيير وزير المالية لجلسة المناقضة العامة باسم الحكومة والرد على التوضيحات المطلوبة والأسئلة المطروحة على مستوى لجنة المالية (داخل الغرفتين).
- دراسة الميزانيات القطاعية والتصويت عليها ضمن لجان خاصة (داخل الغرفتين).
- تدبير ملف التعديلات والتصويت ضمن لجان المالية (داخل الغرفتين).
- تدبير ملف التعديلات والتصويت بالجلسة العامة (داخل الغرفتين).
- في حال لم تسمح القراءة الأولى بالذهاب إلى التصويت على نص موحد، يمكن للحكومة أن تعلن حالة الطوارئ وتستدعي اللجنة المختلطة التي تتوفر على مدة أسبوع للحصول على نص اتفاقي تتبناه الغرفتان في مدة لا تتعدى 3 أيام.
- في حال استمرار عدم الاتفاق، تحول الحكومة المشروع للغرفة الأولى بالبرلمان المغربي التي تبث فيه بناء على الأغلبية المطلقة للأعضاء المكونين لهذه الغرفة.
- وإذا لم يتم التصويت على قانون المالية أو المصادقة عليه بحلول 31 دجنبر، فإن الحكومة تفتح، بناء على مرسوم، القروض الضرورية لسير المصالح وتقوم بإصدار مرسوم متعلق بالمداخيل.[3]